# Adolph Sutro
Adolph Heinrich Joseph Sutro (29 de abril de 1830-8 de agosto de 1898) fue un ingeniero alemán nacionalizado estadounidense. Político y filántropo, fue elegido vigésimo cuarto alcalde de la ciudad de San Francisco, cargo que desempeñó desde 1895 hasta 1897. Miembro de una familia judía, emigró desde Alemania a Virginia City, en Nevada, donde hizo una gran fortuna mediante la construcción de un túnel para desaguar las minas de plata de la veta Comstock. Varios lugares de San Francisco llevan su nombre.

## Primeros años
Nacido en una familia judía de Aquisgrán, provincia del Rin, Prusia (actualmente Renania del Norte-Westfalia, Alemania), Sutro era el mayor de los once hijos de Rosa Warendorff y de Emanuel Sutro. En su juventud que trabajó en la fábrica de tela de su padre a la vez que estudiaba. Después de la muerte de su padre, empezó a dirigir con su hermano Sali la fábrica de tela. La revolución de 1848 en Prusia hizo que la familia emigrase a América en 1850, recalando en Baltimore. Poco después, Adolph partió para California y llegó a San Francisco en noviembre de 1851, donde emprendió múltiples negocios y finalmente se hizo propietario de varias tiendas de tabaco.

## Túnel Sutro
En 1860, Sutro se fue de San Francisco a Virginia City, Nevada, poco después de que se encontrara plata en la vecina veta Comstock, con la idea de continuar vendiendo cigarros. Sin embargo, pronto se le ocurrió la idea de construir un túnel para drenar el agua de las minas, eliminando la amenaza de las frecuentes inundaciones. Este proyecto se materializaría en la construcción conocida como el Túnel Sutro.
En 1865 fundó la Sutro Tunnel Company, y en 1866 el Congreso de los Estados Unidos le otorgó una concesión en exclusiva para construir el túnel. El proyecto encontró dificultades financieras, debido en parte a William Ralston del Banco de California, quien originalmente aceptó financiar el proyecto pero luego rescindió la oferta. Con el tiempo, Sutro encontró otros inversores, incluidos los mineros de la zona, que empezaron a apoyarle después de un desastre en la mina Yellow Jacket el 7 de abril de 1869. Este grave accidente le permitió ganarse la voluntad de la Unión de Mineros a favor de su túnel, y la construcción comenzó el 19 de octubre de 1869. 
Según el historiador Samuel Dickson "...era el propio Sutro quien se encargaba de las explosiones con dinamita, ...liderando el avance de los excavadores de túneles durante las obras".
El túnel se completó en 1878, y era capaz de drenar diariamente unos 15 000 m³ de agua, siendo alquilado por los propietarios de las minas a un promedio de 10.000 dólares diarios, lo que convirtió a Sutro en el Rey de Comstock.
Después de un año de funcionamiento del túnel, surgieron problemas entre Sutro y sus socios, lo que le llevó a abandonar el negocio en 1879. Poco después de que Sutro dejara la compañía, disminuyó la producción de la veta Comstock, junto con el precio de las acciones.

## Inmuebles, baños públicos y hogar

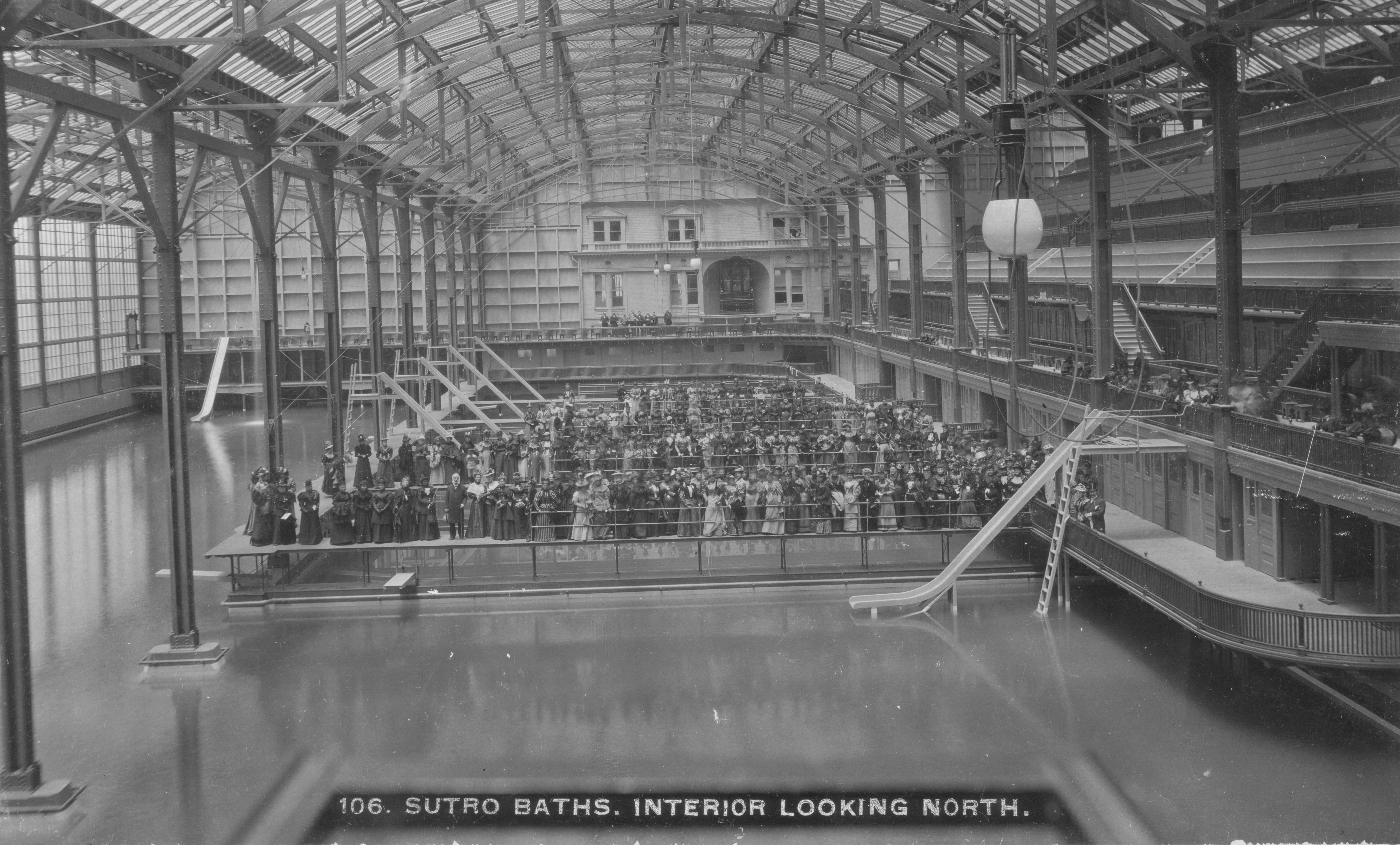
Adolph Sutro y las Damas de la Convención Médica Nacional en el interior de los Baños Sutro (8 de junio de 1894)

Su riqueza se incrementó considerablemente gracias a sus grandes inversiones en inmuebles en San Francisco, donde se convirtió en un conocido empresario y en una figura pública después de regresar de Comstock en 1879. Estas inversiones en tierras incluyeron Mount Sutro , Land's End (el área donde hoy se encuentran Lincoln Park y Cliff House) y el monte Davidson, que por entonces todavía se llamaba "Blue Mountain". 

Sutro en su biblioteca

Sutro abrió su propia mansión al público y fue tachado de populista debido a varios de sus sagaces actos de munificencia pública, como la apertura de un acuario y la de un hermoso y bien acondicionado complejo de recreo acristalado, llamado Baños Sutro. Aunque los baños no se abrieron hasta 1896, Sutro había estado desarrollando y comercializando el proyecto durante años, intentando hasta en cuatro ocasiones distintas aislar los baños de las olas del mar utilizando diques, derrumbados tres veces por el océano Pacífico. En 1896, Adolph Sutro construyó su nueva casa en el acantilado, Cliff House, un castillo victoriano de siete pisos llamado por algunos "el palacio de pan de jengibre", situado debajo de su propiedad en los acantilados de Sutro Heights. Este fue el mismo año en que se inició el trabajo en los famosos baños Sutro, que incluían seis de las piscinas cubiertas más grandes al norte de las instalaciones de recreo, que incluían un museo, una pista de patinaje y otros terrenos para el disfrute de los visitantes. Las grandes multitudes procedentes de San Francisco llegaban en trenes de vapor, bicicletas, carros y carretas de caballos en las excursiones dominicales. En 1894, para preparar la apertura de Cliff House, Sutro compró una gran parte de las colecciones de los Woodward's Gardens, una combinación de zoológico, parque de atracciones, acuario y galería de arte que se cerró en 1891.

La casa Sutro

Los baños eran piscinas de agua salada y de agua de manantial, calentadas en diversos grados, y rodeadas por una sala de conciertos y por museos llenos de tesoros que Sutro había recogido en sus viajes y de los jardines de Woodward. Los baños se volvieron muy populares a pesar de su ubicación alejada, accesible solo a través de las dunas abiertas al oeste de las áreas pobladas de la ciudad. Esta popularidad se debió en parte a la baja tarifa de entrada para visitar los baños y para utilizar el ferrocarril de la excursión que construyó para llegar hasta allí. La explanación del ferrocarril todavía existe como un sendero para caminar a lo largo de los acantilados de Land's End, mantenido por los servicios del Área Recreativa Nacional del Golden Gate. 
Sutro logró un gran aumento del valor de sus inversiones de tierras en la periferia, como resultado directo de la explosión del desarrollo que generó el ferrocarril que llegaba hasta sus baños. También aumentó el valor de sus tierras al plantar su propiedad en Mount Sutro con árboles jóvenes de eucalipto de rápido crecimiento, aprovechando que los Supervisores de la ciudad concedieron la exención de impuestos a las tierras "boscosas" situadas dentro de los límites de la ciudad. Aún se conservan pequeños fragmentos del bosque originalmente plantado por Sutro. El más grande está en el Monte Sutro, donde 61 acres (250 000 m²) son propiedad de la Universidad de California, San Francisco , y otros 19 acres (77 000 m²) son propiedad de la Ciudad de San Francisco.

## Alcalde (1894–1896)
La reputación de Sutro como promotor del recreo y la cultura del ciudadano medio llevó al Partido Populista, radical y políticamente débil, a reclutarlo para postularse como alcalde de su coalición. Ganó liderando una plataforma anti grandes empresas, haciendo frente al fuerte control que el Southern Pacific Railroad tenía sobre las empresas locales. Según el historiador Alexander Saxton: 
Sutro no era exactamente un populista, pero era enormemente popular, especialmente entre los trabajadores, ya que se pensaba que había defendido al minero honesto de Comstock contra los "intereses". Más recientemente, había actuado como un filántropo a gran escala en San Francisco y, especialmente, se había hecho muy querido del público por luchar contra el control de la compañía del Pacífico Sur sobre el sistema de tranvías de la ciudad, y habría ganado al frente de cualquier partido, y de hecho fue elegido por una aplastante mayoría. Sin embargo, está claro que su victoria representó más un homenaje no partidista a un anciano muy apreciado, que una conversión masiva a los principios de populismo. Mientras que Sutro recibió el 50 por ciento de los votos de la ciudad, el candidato a gobernador populista, JV Webster, recibió tan solo el 11 por ciento, considerablemente menos que su proyección en todo el estado.
Sin embargo, rápidamente pasó a ser considerado un alcalde fracasado porque no era adecuado para el trabajo político, y no dio ninguna proyección al Partido Populista. 
En el momento de su muerte, en 1898, su fortuna era extensa y sus asuntos legales estaban en desorden. Como resultado, sus herederos lucharon enconadamente por sus posesiones. 
Muchos de los regalos de Sutro a la ciudad de San Francisco todavía existen y llevan su nombre, como el Monte Sutro, originalmente el Monte Parnassus (una colina más cercana, próxima a la ubicación de la Torre Sutro) y Sutro Heights. Los baños Sutro se convirtieron en una pista de patinaje, y posteriormente fueron destruidos por un incendio en 1966. Las ruinas de los baños (en su mayoría, cimientos de hormigón) están justo al norte de Cliff House. Son parte del Área Recreativa Nacional del Golden Gate.

## Familia
En la década de 1850, Sutro se casó con Leah Harris, con quien tuvo seis hijos: Rosa Sutro Morbio (casada con el conde Pio Alberto de Morbio), Kate Sutro Nussbaum (casada con el profesor Moritz Nussbaum), la doctora Emma L. Merritt (casada con el médico George Washington Merritt), Clara Angela Sutro English (casado con el abogado William J. English de Chicago), Charles W. Sutro y Edgar Sutro.
Su hermano fue Otto Sutro, un organista, director de orquesta y compositor menor, muy popular en la vida musical de Baltimore (Maryland). Sus sobrinas (las hijas de Otto) fueron Rose y Ottilie Sutro, uno de los primeros dúos pianísticos reconocidos. 

## En la cultura popular
- El actor Robert Argent interpretó a Sutro en el episodio de 1957, "El hombre que nunca fue derrotado" de la teleserie Death Valley Days, dirigida por Stanley Andrews. William Hudson figuraba en el mismo episodio como Lucky Baldwin, un poderoso empresario de California del siglo XIX.[23]

## Lecturas relacionadas
- Robert E. Stewart, Jr. and M.F. Stewart: Adolph Sutro: A Biography, Howell-North Books, 1962
- The Western Jewish History Center of the Judah L. Magnes Museum in Berkeley, California has a large collection of papers relating to Adolph Sutro and the Sutro Tunnel.
- The Sutro Library in J. Paul Leonard Library at San Francisco State University, in San Francisco, houses Adolph Sutro's impressive rare book collection, as well as local history resources and the largest genealogical collection west of Salt Lake City.